# 依吉乡
依吉乡，是中华人民共和国四川省凉山彝族自治州木里藏族自治县下辖的一个乡镇级行政单位。

## 行政区划
依吉乡下辖以下地区：
雨初村、麦洛村和蚕多村。